# Hội nhóm người hâm mộ

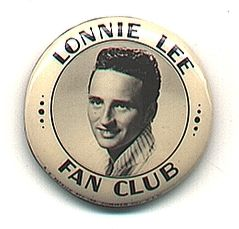
Một tấm huy hiệu năm 1959 dành cho các thành viên của CLB những người hâm mộ nam ca sĩ Lonnie Lee

Hội nhóm người hâm mộ, hay gọi chuyên nghiệp hơn là câu lạc bộ người hâm mộ/CLB người hâm mộ (tiếng Anh: fan club; viết tắt: FC) là một nhóm những người hâm mộ có tổ chức, nói chung là hướng tới một nhân vật nổi tiếng nào đó. Hầu hết những hội nhóm kiểu này do chính người hâm mộ vận hành, họ dành trọn thời gian và vật lực để cổ vũ, ủng hộ thần tượng. Bên cạnh đó còn có những FC "chính thức" được vận hành bởi một số người có liên quan đến nhân vật hoặc tổ chức mà FC tập trung hướng đến. Đó là trường hợp của nhiều nghệ sĩ âm nhạc, đội thể thao, v.v...
Những thành viên trong một hội nhóm người hâm mộ (FC) thường có một bộ áo thun (hay áo phông) hoặc vật cài áo nhằm chỉ rõ họ thuộc về FC nào. Tất cả các FC đều có đồ dùng cá nhân độc đáo để trao tay hoặc bán cho người hâm mộ để họ sử dụng như một dấu hiệu nhận biết. Các Barbz – fan của Nicki Minaj, các Hollander – fan của Tom Holland, các Sky – fan của Sơn Tùng M-TP hay A.R.M.Y – fan của nhóm nhạc BTS đều là những ví dụ điển hình về hội nhóm người hâm mộ.